# Святилище Камо
35°03′37″ пн. ш. 135°45′10″ сх. д. / 35.06027778° пн. ш. 135.75277778° сх. д.

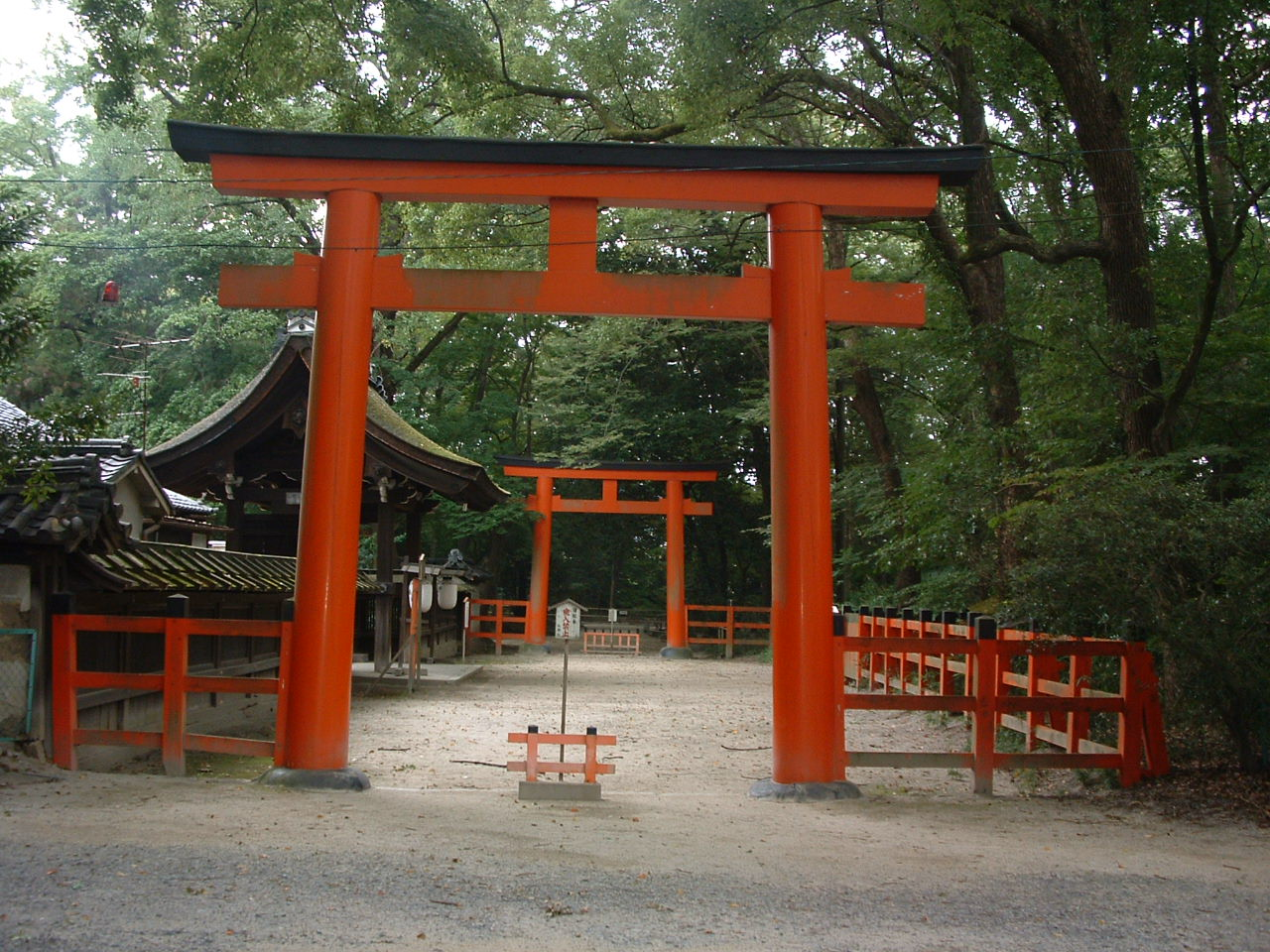
Ворота торії до святилища Сімоґамо

Святилище Камо (яп.賀茂神社 - камо дзіндзя) — один з найстародавніших синтоїстських релігійних комплексів Японії, що розташований на півночі міста Кіото. На сьогодні складається з двох святилищ — Каміґамо (上鴨神社) та Сімоґамо (下鴨神社). Обидва вшановують бога грому, якому присвячене травневе свято аої мацурі. Воно супроводжується процесіями між двома святилищами, кінськими перегонами та стрілянням з лука верхи на конях (ябусаме). Наряду з іншими релігійними спорудами міста Кіото, святилища зараховані до Світової спадщини ЮНЕСКО.

## Святилище Каміґамо

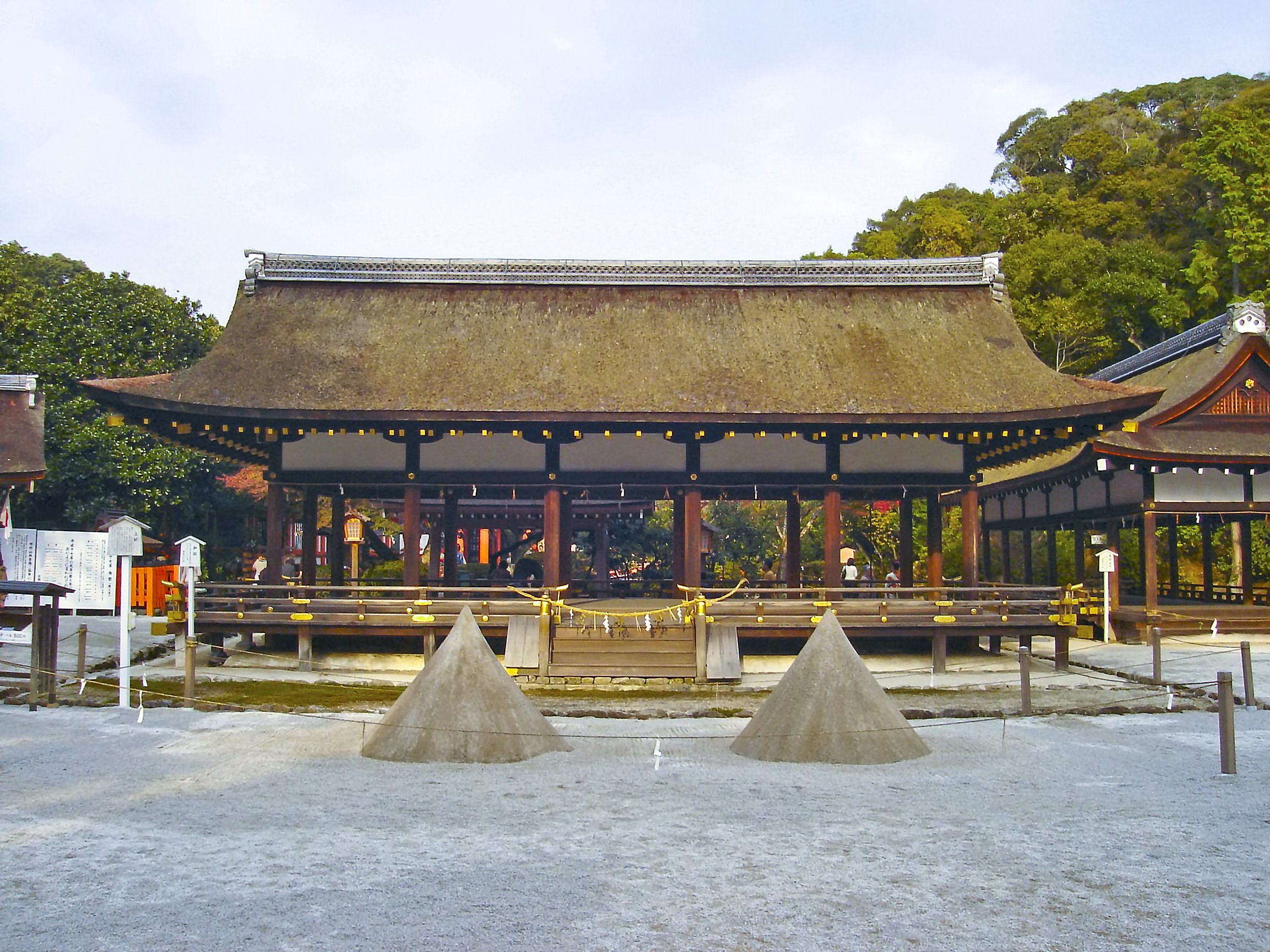
Павільйон поклоніння у святилищі Камоґамо

Святилище Камоґамо, назва якого означає "Верхне святилище Камо", було збудоване у 7 столітті. Його відомий павільйон для поклоніння хайден був перебудований у 1628 році. На території святилища розміщені резиденції синтоїстських священників. Святилище Каміґамо відомо також під іншою назвою — святилище Камо Вакеідзуті (賀茂別雷神社).

## Святилище Сімоґамо

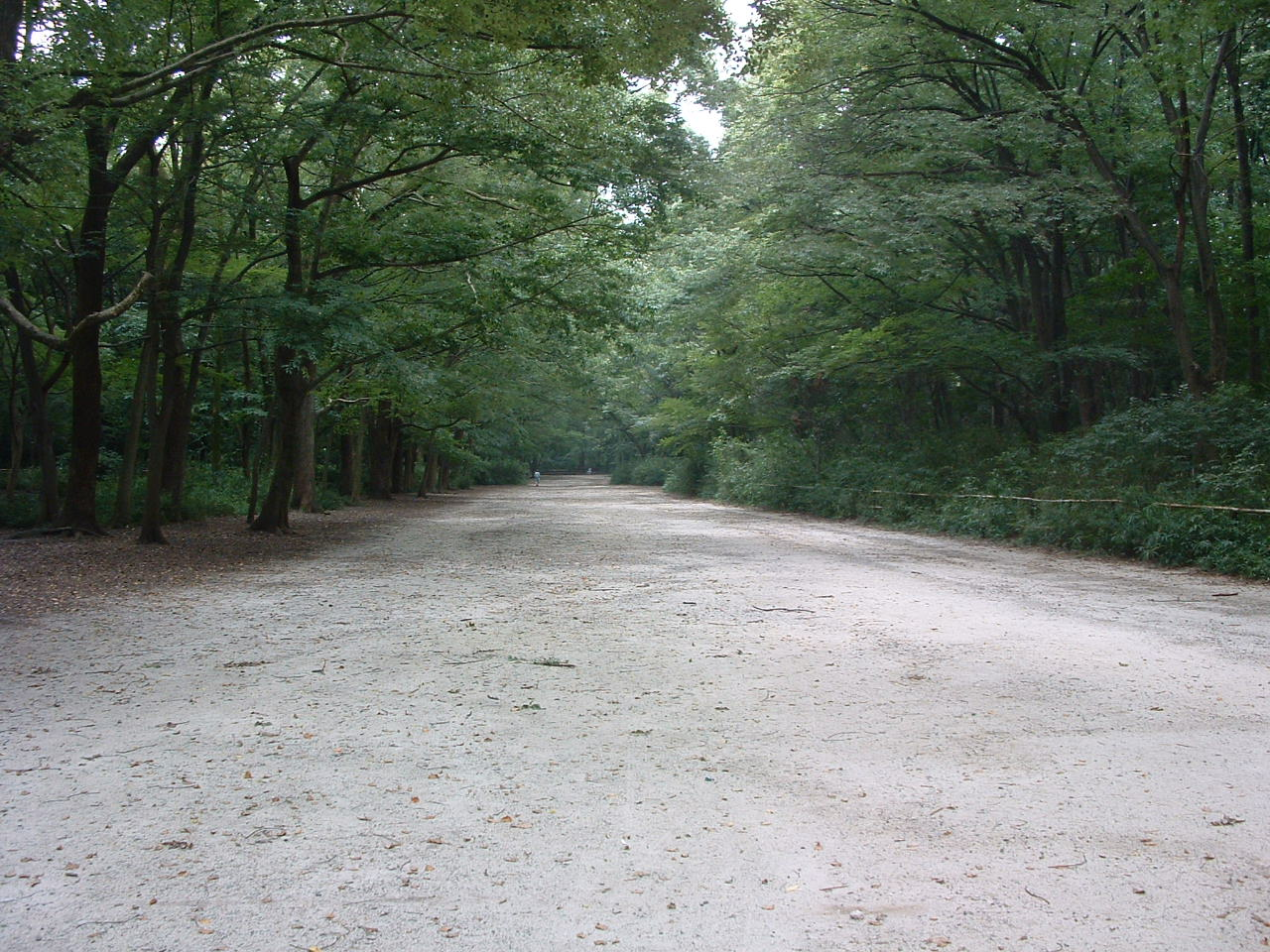
Ліс Тадасу, у якому розкривається будь-яка брехня

На півдні розташоване святилище Сімоґамо ("Нижне святилище Камо"), яке було зведено у 6 столітті. Воно функціонувало як оберіг тогочасної нової столиці Хей'ан (Кіото). Святилище було одним із головних у регіоні Кінкі й завоювало собі добру славу виконанням бажань місцевих селян про гарний врожай. Сімоґамо розташоване у Лісі Тадасу (糺すの森 - Ліс Правди), більшість дерев якого ніколи не були спалені чи вирубані. Війни та пожежі шкодили ліс, але він оживав сам без втручання людей. Святилище Сімоґамо також знане під іменем святилище Камо Міоя (賀茂御祖神社).